# 즐라타리차
즐라타리차(불가리아어: Златарица / Zlataritsa)는 불가리아 중북부에 위치한 벨리코터르노보주의 도시로, 인구는 2,558명(2009년 12월 기준), 높이는 102m이다. 발칸산맥 북부에 위치하며 전형적인 내륙성 기후를 띤다.
발칸산맥의 지역 가운데 하나인 스레드노셀로(Средно село / Sredno selo)의 리바르치(Рибарци / Ribartsi) 마을에는 룬나드리나(Лунна Долина / Lunna Dolina, "달의 언덕"이라는 뜻)가 있다. 제2차 불가리아 제국의 수도였던 벨리코터르노보 인근에 위치했기 때문에 차르의 여름 별장으로 사용되기도 했다.
시내에 있는 성 니콜라이 교회(Църква-храм "Св. Николай" / Tsrkva-hram "Sv. Nikoray")는 불가리아의 문화재로 지정되어 있다. 인근에는 고대 취락 3개가 남아 있고 기원전 6천년기~7천년기의 분묘 8개가 발견되었다. 그라디슈테 구에는 요새 유적이 남아 있다.
고대 로마에 있던 차리그라드(콘스탄티노폴리스) 거리가 이 마을 남쪽을 통과했으며 고르스코 노보셀로(Горско Ново село / Gorsko Novo Selo)에는 13세기~14세기 사이에 건설된 중세 교회, 요한네스 1세부터 이사키오스 2세까지 사용된 화폐가 있다.
인구는 많지 않은 편이며 생태관광이 발달했다. 자치체에서는 손이 닿지 않은 자연을 즐길 수 있는 강가의 산책길을 정비하고 있다.

## 사진

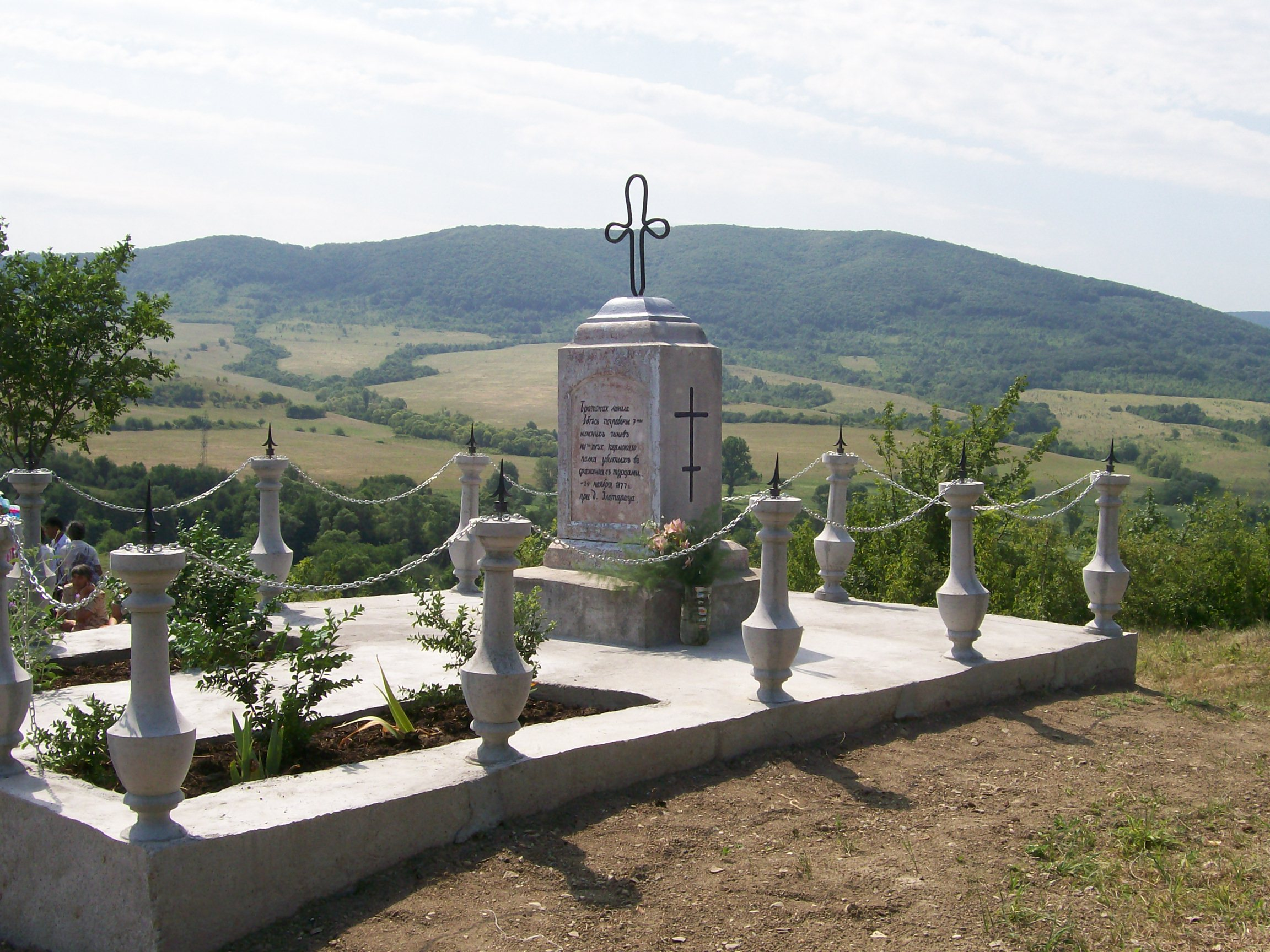
산맥 기념비
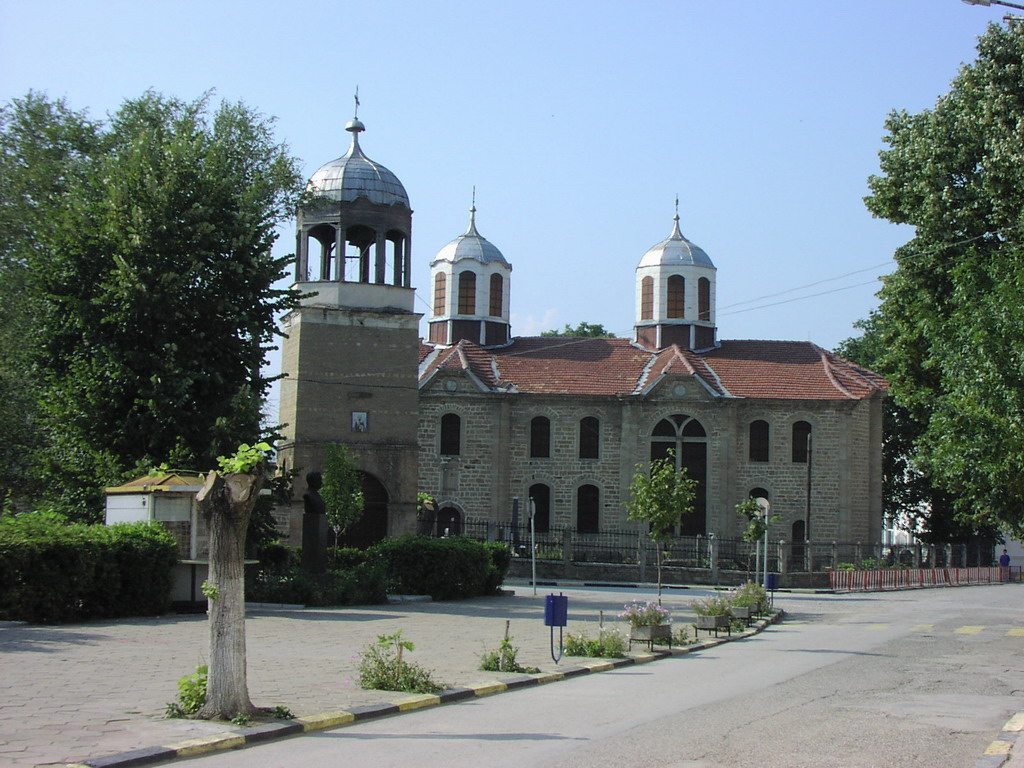
성 니콜라이 교회
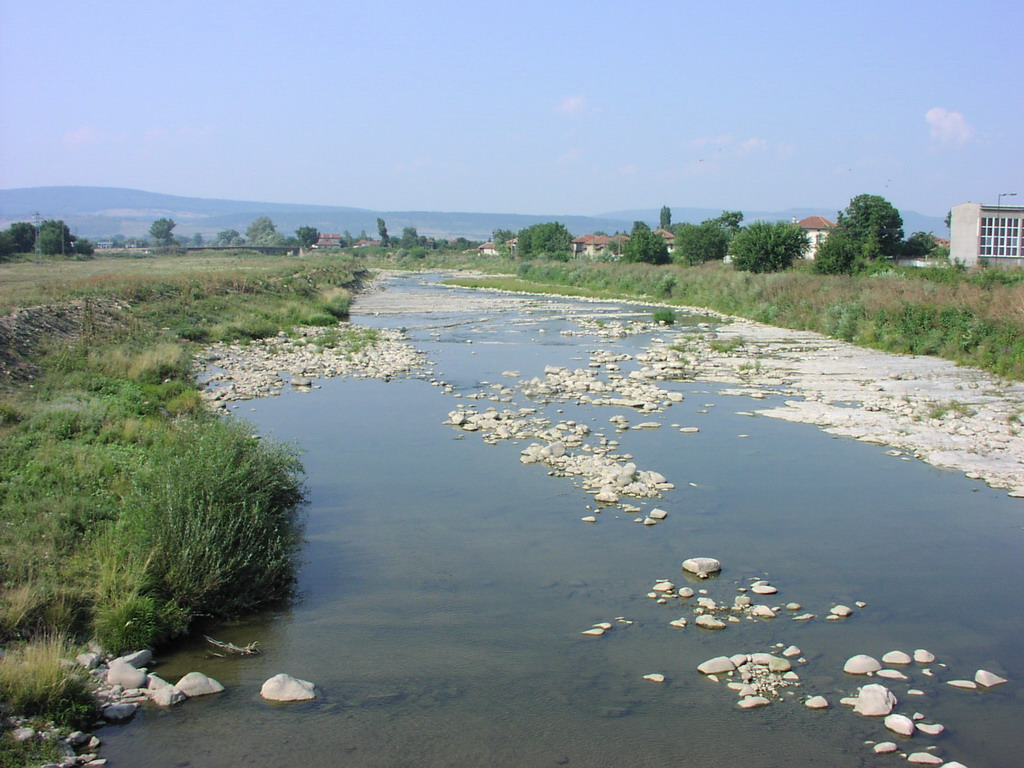
부르지차 강
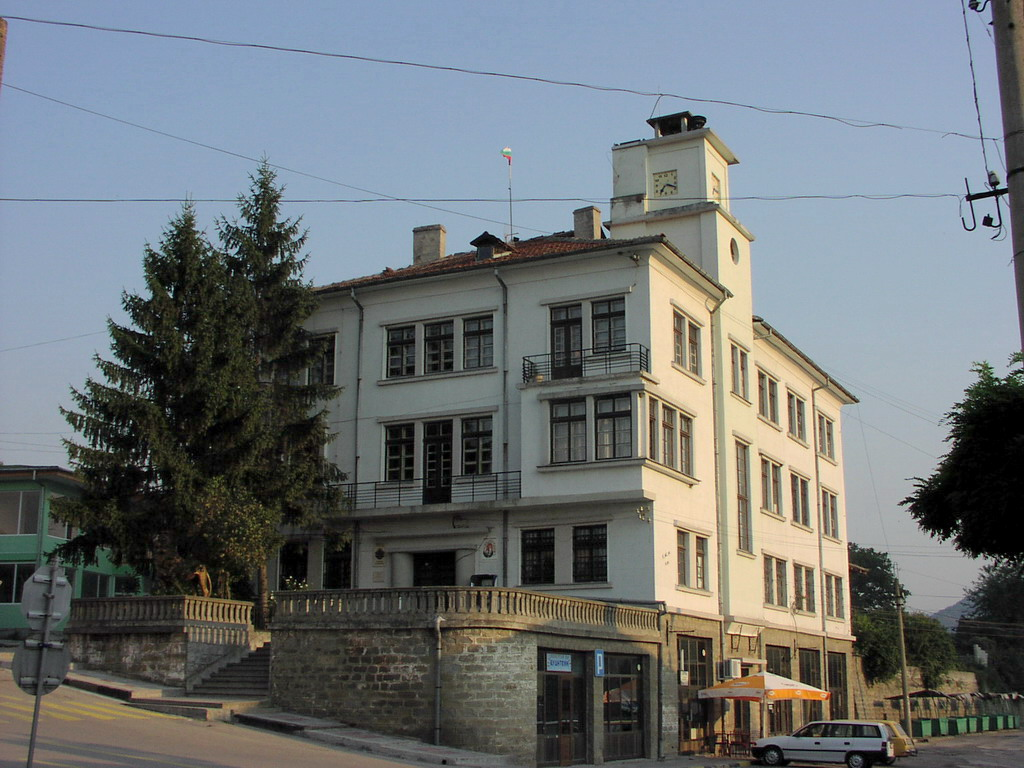
시 청사
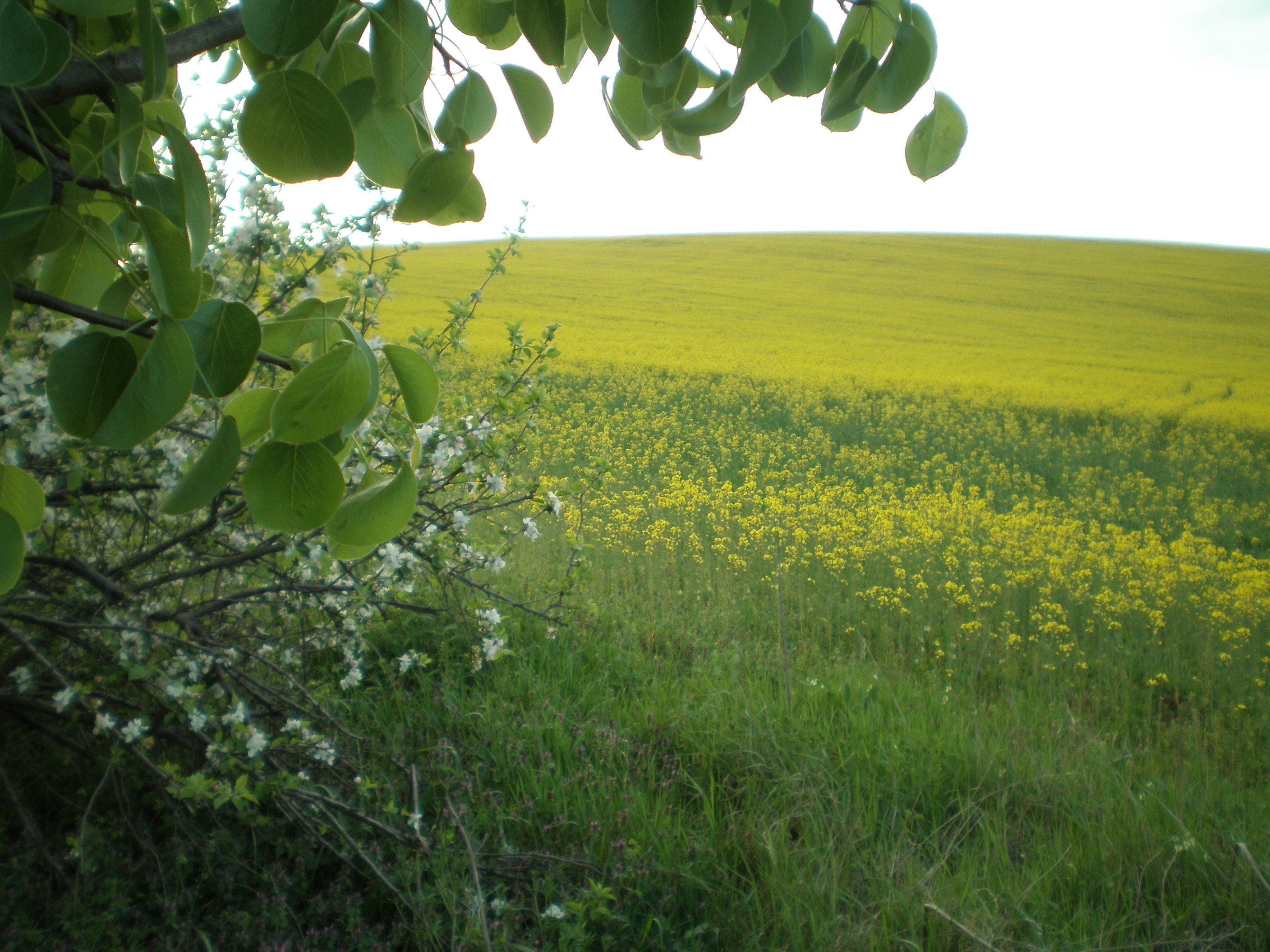
시 외곽 지역에 있는 노란 꽃의 초원
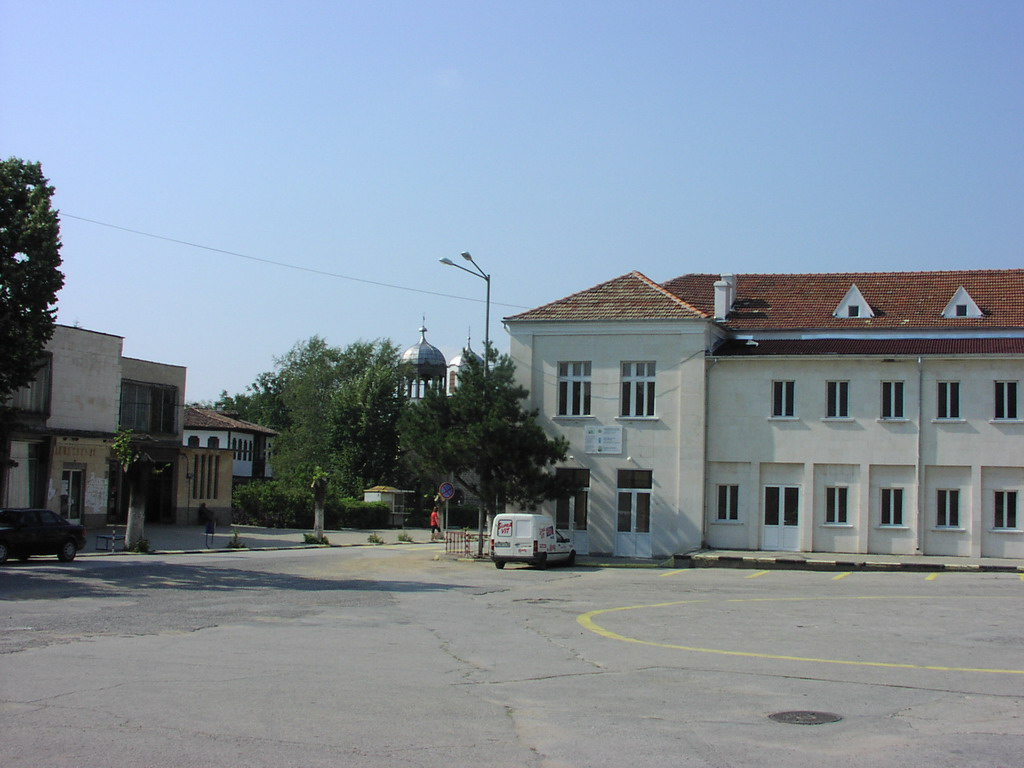
문화 궁전과 도서관
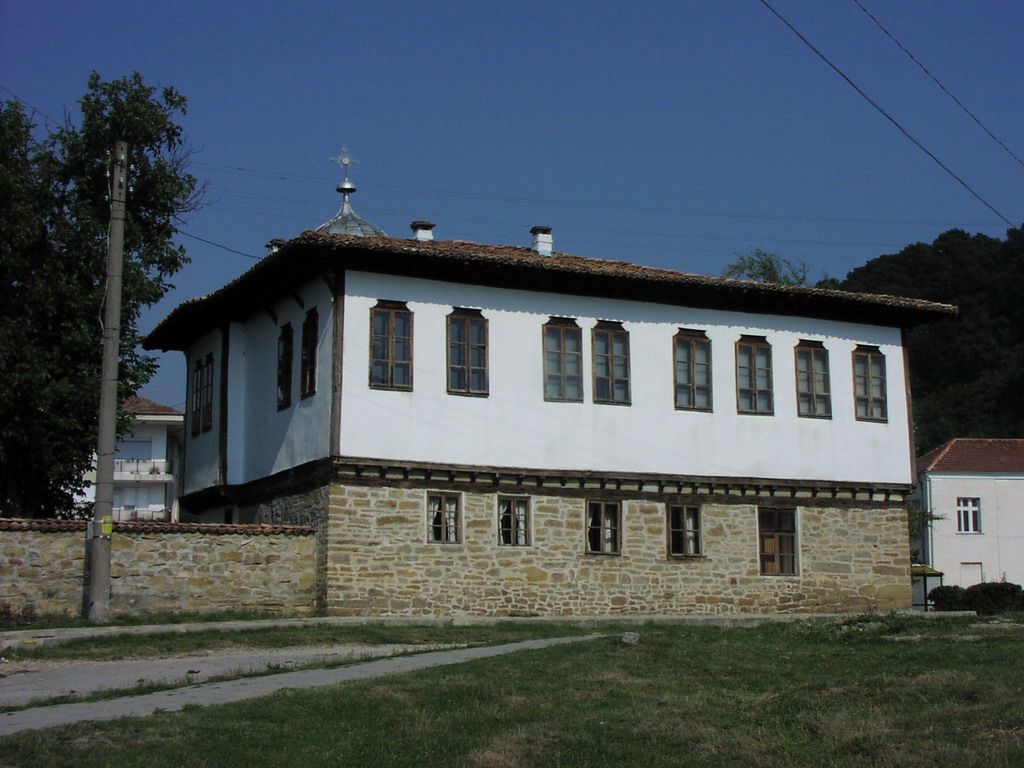
즐라타리차 역사 박물관